# Тебефашва (аэропорт)
Тебефашва (ИКАО: FBTP) — частный аэропорт, расположенный в Тебефашва, Ботсвана.

## Характеристики
Аэропорт находится на высоте 3750 футов (1143 м) над среднем уровнем моря.
У него есть одна взлётно-посадочная полоса номер 08/26 с асфальтным покрытием, длинной 2993 м.